# William Hay (baron Hay de Ballyore)
William Alexander Hay (appelé Willie ; né le 16 avril 1950, Milford, comté de Donegal, République d'Irlande) est un homme politique nord-irlandais et un citoyen irlandais . 
Il est président de l'Assemblée d'Irlande du Nord du 8 mai 2007 au 13 octobre 2014. Il fréquente la Faughan Valley High School, Drumahoe, comté de Londonderry.

## Carrière politique
Hay est élu au conseil municipal de Londonderry en Irlande du Nord en 1981 pour le Parti unioniste démocrate. Il est maire en 1993 et maire adjoint en 1992. En 1996, il est candidat à l'élection du Forum d'Irlande du Nord à Foyle mais est battu . Il est élu à l'Assemblée d'Irlande du Nord en 1998. Il est membre du Northern Ireland Housing Council et de la Londonderry Port and Harbour Commission  et en 2001 est membre du Conseil de police d'Irlande du Nord.
Hay est élu président de l'Assemblée d'Irlande du Nord le 8 mai 2007 à la suite du rétablissement de la décentralisation. Il est également un membre éminent de l'Ordre d'Orange  et des Apprentis Boys of Derry.
Le 6 octobre 2014, Hay annonce sa retraite de l'Assemblée d'Irlande du Nord en tant que député et président. Le poste de Président est repris par Mitchel McLaughlin à titre temporaire en septembre 2014 en raison de la mauvaise santé de Hay. Cependant, dans une lettre lue à l'Assemblée, il annonce sa retraite de l'Assemblée à compter du 13 octobre 2014 pour raison de santé.
En août 2014, il est créé pair à vie pour siéger à la Chambre des lords et il choisit d'y siéger en tant que crossbencher, bien qu'il ait été proposé par DUP . Il prend le titre de baron Hay de Ballyore, de Ballyore dans la ville de Londonderry. Il siège ensuite en tant que membre du DUP .